# Lino Patalano
Pasquale Cosimo Patalano, más conocido como Lino Patalano (Gaeta, 21 de abril de 1946-Buenos Aires, 10 de septiembre de 2022) fue un director de teatro y productor teatral italiano radicado en Argentina.

## Biografía
En 1951 emigró con su familia a Argentina. Se formó junto a Luis Mottura y María Luz Regás en el Teatro Regina de Buenos Aires desde 1963.
En 1969, a la edad de 23 años, realizó su primera producción profesional en el Teatro Embassy de la calle Suipacha, en Buenos Aires.

## Trayectoria
A principios de la década de 1970 fundó dos legendarios café-concerts porteños en el barrio de San Telmo: El Gallo Cojo y La Gallina Embarazada, donde se presentaron grandes figuras e iniciaron su carrera nombres como Edda Díaz, Carlos Perciavalle, Antonio Gasalla, Cipe Lincovsky, Egle Martin, Jorge Luz, Niní Marshall, Amelita Baltar, María Rosa Gallo, Nacha Guevara, Jorge Pérez Evelyn y Enrique Pinti, entre otros.
En 1982, durante la última dictadura cívico-militar argentina (1976-1983), realizó el musical Botase y votos. Desde 1986 fue representante y socio del primer bailarín Julio Bocca, produciendo todos sus espectáculos en Argentina y sus giras por el exterior. En 1995 asumió la representación de Les Luthiers, el conjunto de música-humor de habla hispana considerado representante del humor inteligente.
En 2000 produjo Espectáculos 2000 en el teatro Maipo, y "Barragán, el mago" en el teatro Metropolitan.
En 2001 obtuvo el Diploma al Mérito en el rubro Producción, otorgado por la Fundación Konex.
El 10 de junio del 2005 inauguró el Espacio Teatral María Luz Regás con la obra Shakespeare comprimido, y el salón de exhibiciones y restaurante Luis Mottura en el edificio del teatro Maipo. La designación de los nombres fue en homenaje a quienes Patalano considera sus padrinos teatrales.
En 2009 se hizo cargo del complejo Roxy-Radio City, y en 2010 se ocupó de la producción de la versión argentina de Sweeney Todd (de Stephen Sondheim), protagonizada por Julio Chávez.
En 2011 ganó el Premio Konex de Platino como «productor de la década 2001-2010».

## Problemas de salud y fallecimiento
A raíz de una caída en que se fracturó la cadera, se sometió a una operación los primeros días de septiembre de 2022, de la que se venía recuperando favorablemente. Estando ya en su casa, sufrió una descompensación y falleció sorpresivamente, a los 76 años de edad.